# Гутии
Гутии (кутии или гутеи, аккад. Kuti-im, Gutebu-um; вавил. Gutu-um, Guti-u; нововавил. Quteu; ассир. Guti) — в древности народ неизвестного происхождения, проживавший в районе Загроса и за его пределами (в юго-западной части современного Ирана). В XXII веке до н. э. контролировали значительную часть Месопотамии.

## История
На исторической арене гутии появились в конце XXIII века до н. э. К этому времени племена гутиев достигли довольно значительной политической силы и начали вторгаться на территорию Южной Месопотамии, где на ту пору располагалось мощное Аккадское царство, опустошая страну.
Нелюдей, несметные орды,

Гутиев, что не знают запретов,

Поведением — люди, да разуменьем — собаки,

Обликом — сущие обезьяны,

Их Энлиль из гор вывел!
Около 2200 года до н. э. верховный вождь гутиев, некий Эрридупизир, разбил аккадского царя Нарам-Сина, сумел завладеть городом Ниппуром и принял царский титул. По его распоряжению писцы Сиппара высекли надпись в честь его побед, которая сохранилась доныне. Но в следующие годы аккадцы с успехом отбивали нашествия горцев.
Два преемника Эрридупизира потерпели от аккадцев серьёзные поражения, а следующий царь — Сарлагаб — даже попал в плен к аккадскому царю Шаркалишарри. Однако, когда Шаркалишарри умер, гутии вновь стали одерживать одну победу за другой и вскоре сумели завладеть почти всей Месопотамией.
В шумерийских и семитских надписях того времени красноречиво описываются бедствия, причинённые несчастной и опустошённой стране. Так, в одной надписи даётся длинный перечень городов (Аккаде, Акшак, Хурсанг-калама, Дер, Ниппур, Адаб, Ларак и многие другие), «дочери которых плачут из-за гутиев». А в шумерийском гимне богу Нинибу описываются жестокости гутиев:
Страна в руках жестоких врагов.

Боги увезены в плен.

Население отягчено повинностями и налогами.

Каналы и арыки запущены.

Тигр перестал быть судоходным.

Поля не орошаются.

Поля не дают урожая.
Только Лагаш, лежащий несколько в стороне от главного пути их набегов, и, может быть, Урук и Ур, защищённые полосой болот, пострадали от них не так сильно.
Гутии не создали своего общегосударственного управления для Нижней Месопотамии; когда они прекратили военный грабёж, они продолжили ограбление в форме даней, которые для них собирали местные аккадские и шумерские правители. Гутии владычествовали над Двуречьем в течение 91 года (за это время сменилось 20 царей). Однако известно, что первые 50 лет их правления совпадают с последними годами Аккада. Сведения об этом времени очень скудны, так как гутии практически не оставили письменных источников. В целом оно представляется эпохой политической нестабильности и культурного застоя. Невозможно определить влияние этого народа на месопотамскую цивилизацию.
Помимо Аккадского царства, гутии вели также военные действия с эламским царём Кутик-Иншушинаком и, видимо, в конце концов, разгромили Эламское царство Аванской династии.
Гутийские вожди называли себя «царями», но, по-видимому, они избирались племенным собранием воинов лишь на срок (от 2 до 7 лет). Центр их государства, видимо, находился в Аррапхе.
Власть гутиев была свергнута царём Урука — Утухенгалем, который около 2109 до н. э. нанёс поражение последнему царю гутиев Тиригану («Царский список» сообщает что тот правил всего сорок дней), отбросил гутиев в горы Загроса и восстановил «Царство Шумера и Аккада». В своей надписи Утухенгаль называет гутиев «жалящей змеёй гор, что подняла руку против богов, что отняла право царствования Шумера в [чужеземную] страну, что наполнила Шумер враждой, что оторвала жену от того, кто имел жену, что оторвала дитя у того, кто имел дитя, [и] предала Страну вражде и раздорам».
Несмотря на то, что гутии продолжали угрожать последующим месопотамским династиям и царствам из Загроса, они больше никогда не контролировали столь обширных территорий.
В 1-м тысячелетии до н. э. термин «гутии» потерял значение определённой этнической группировки и стал применяться по отношению к различным народам, обитающим к северу и востоку от Вавилонии (урарты, манеи и мидяне).
Согласно иудейской традиции, самаритян (шомроним), переселённых Ассирией на территорию бывшего Израильского царства, называют «кутии» («кутим»).

## Кутийский язык
Имена царей гутиев и несколько слов, сохранившихся в лингвистических текстах, — всё, что мы знаем о языке гутиев. Часть исследователей отнесла их к индоевропейцам  (в частности, рассматривалась гипотеза родства с прототохарами), но другая часть ученых не разделила эту точку зрения, рассматривая следы языка гутиев как неродственные ни индоевропейским, ни семитским, ни какому-либо из известных языков Месопотамии и сопредельных территорий. В XIX веке Жюль Опперт отождествлял гутиев с позднейшими готами, что не получило подтверждения. И. М. Дьяконов сравнивал этноним кутии с самоназванием удинов (от *quti), допуская их восточнокавказскую языковую принадлежность.

## Династия гутиев
Царская династия племён гутиев, правившая в XXII веке до н. э.
- Эрридупизир (Энридавазир) — ок. 2230—2202 до н. э.
- Имта — 2202—2197 до н. э. — правил 3 или 5 лет.
- Инкешуш (Ингешуш I) — 2197—2191 до н. э. — правил 6 лет.
- Сарлагаб — 2191—2185 до н. э. — правил 6 лет.
- Шульме — 2185—2179 до н. э. — правил 6 лет.
- Элулу-Меш (Элулумеш) — 2179—2173 до н. э. — правил 6 лет.
- Инимабагеш — 2173—2168 до н. э. — правил 5 лет.
- Игешауш (Игнешуш II) — 2168—2162 до н. э. — правил 6 лет.
- Ярлагаб — 2162—2147 до н. э. — правил 15 лет.
- Ибате — 2147—2144 до н. э. — правил 3 года.
- Ярлангаб (Ярлаган I) — 2144—2141 до н. э. — правил 3 года.
- Курум — 2141—2140 до н. э. — правил 1 год.
- Хабилькин (Хабилкин) — 2140—2137 до н. э. — правил 3 года.
- Лаэрабум (Лахараб) — 2137—2135 до н. э. — правил 2 года.
- Ирарум — 2135—2133 до н. э. — правил 2 года.
- Ибранум — 2133—2132 до н. э. — правил 1 год.
- Хаблум — 2132—2130 до н. э. — правил 2 года.
- Пузур-син (Пузур-Суэн) — 2130—2123 до н. э. — сын Хаблуна — правил 7 лет.
- Ярлаганда (Ярлаган II) — 2123—2116 до н. э. — правил 7 лет.
- Сиум — 2116—2109 до н. э. — правил 7 лет.
- Тириган — 2109 до н. э. — правил 40 дней.